# Часуйма

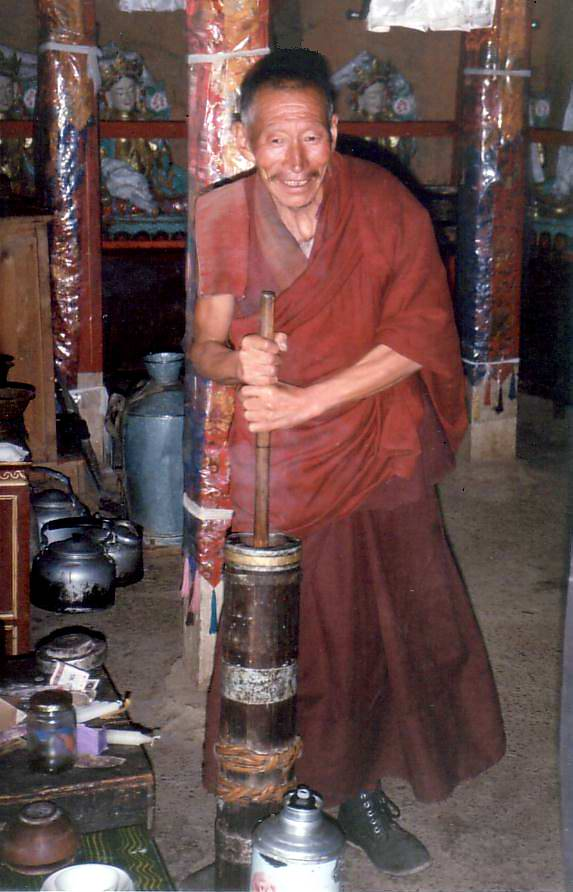
Тибетський чернець збиває чай з маслом

Часуйма (тиб. ཇ་སྲུབ་མ་, збитий чай, або тибетський чай, тиб. བོད་ཇ་) — напій, популярний серед тибетців та деяких інших народів південно-західного Китаю, а також в Бутані і Ладакху . До його складу входить чай, молоко та масло яків і сіль.

## Історія
Чай був завезений в Тибет близько 620 року, але набув популярності серед усіх верств населення тільки за часів панування школи Сак'я (приблизно в XIII ст.).
З часу правління Далай-лам на чай була введена державна монополія, яка діяла до початку XIX століття 

## Спосіб приготування
Тибетський чай виготовляється з пресованого пуеру[джерело?].
Цей напій є важливою частиною повсякденного раціону тибетців. Кожен житель Тибету випиває в середньому 5-6 чашок за день. Чайне листя вариться в молоці яка протягом декількох годин, потім напій наливається в донмо (тиб. མདོང་མོ་) — спеціальну невелику олійницю для чаю разом з топленим маслом яків і сіллю, після чого збивається до однорідної густої консистенції. Іноді трохи концентрату чаю залишають і додають при наступному заварюванні.

## Етикет

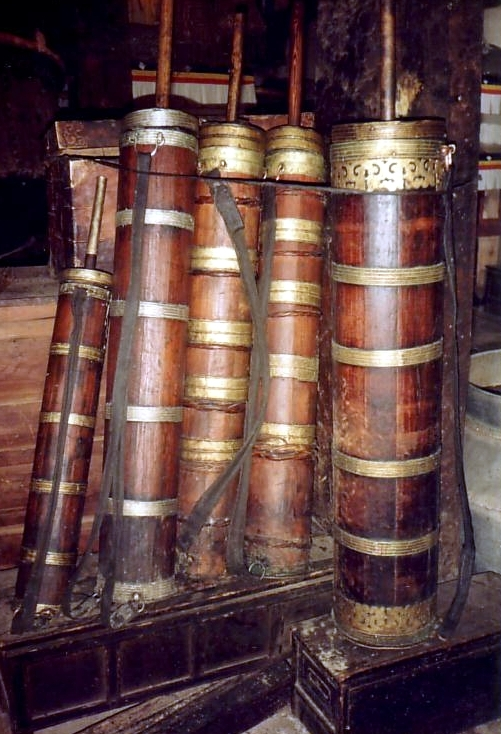
Маслоробки (донмо), монастир Сера, Тибет

Відповідно до етикету, чай п'ється невеликими ковтками, причому після кожного господар знову наливає чашку гостя доверху. Слід випити не менше двох чашок. Якщо ви більше не хочете чаю, найкращий варіант — залишити чашку повною і випити її безпосередньо перед відходом.

## Вплив на організм
Часуйма є висококалорійним напоєм, дуже корисним у високогірних умовах Тибету .

## Інші способи застосування
Тибетський чай не тільки вживають окремо, а й додають в цампу, основну їжу тибетців.

## Додаткова література
- Waddell, L. Austine. 1895. Tibetan Buddhism: With Its Mystic Cults, Symbolism and Mythology, and in Its Relation to Indian Buddhism.W. H. Allen & Co., London. Reprint 1972: Dover Publications, New York. ISBN 0-486-20130-9.

Хороший опис того, як чай готували в монастирях — на стор 191—192; 214—217 (з ілюстраціями) (англ.).